# Michael Vanthourenhout
Michael Vanthourenhout (Bruges, 10 dicembre 1993) è un ciclocrossista e ciclista su strada belga che gareggia per il team Pauwels Sauzen-Bingoal. Nella specialità del ciclocross da Under-23 ha vinto un titolo mondiale, un titolo europeo e un Superprestige; da Elite si è invece aggiudicato l'argento mondiale nel 2018 e due titoli europei nel 2022 e nel 2023.
È cugino di Sven Vanthourenhout, ex ciclocrossista due volte bronzo mondiale.

## Palmarès

### Ciclocross
- 2014-2015 (Sunweb-Napoleon Games, una vittoria Elite)

Kermiscross (Ardooie)
Campionati del mondo, gara Under-23
- 2015-2016 (Sunweb-Napoleon Games/Marlux-Napoleon Games, una vittoria)

Parkcross (Maldegem)
- 2016-2017 (Marlux-Napoleon Games, due vittorie)

Polderscross (Kruibeke)
Grand Prix de la Commune de Contern (Contern)
- 2019-2020 (Pauwels Sauzen-Bingoal, due vittorie)

Canyon Cross Race (Vittel)
Berencross, 2ª prova Ethias Cross (Meulebeke)
- 2020-2021 (Pauwels Sauzen-Bingoal, tre vittorie)

Radquer Bern, 2ª prova EKZ CrossTour (Berna)
Vlaamse Aardbeiencross, 4ª prova Superprestige (Merksplas)
Cyklokros Tábor, 1ª prova Coppa del mondo (Tábor)
- 2021-2022 (Pauwels Sauzen-Bingoal, quattro vittorie)

Berencross, 4ª prova Ethias Cross (Meulebeke)
Cyclo-cross de la Citadelle, 11ª prova Coppa del mondo (Namur)
Brussels Universities Cyclocross, 8ª prova X2O Badkamers Trofee (Bruxelles)
Waaslandcross, 8ª prova Ethias Cross (Sint-Niklaas)
- 2022-2023 (Pauwels Sauzen-Bingoal, tre vittorie)

Polderscross, 1ª prova Exact Cross (Kruibeke)
Berencross, 3ª prova Exact Cross (Meulebeke)
Campionati europei, Elite (con la Nazionale belga)
- 2023-2024 (Pauwels Sauzen-Bingoal, quattro vittorie)

Campionati europei, Elite (con la Nazionale belga)
Hexia Cyclocross Gullegem
Kasteelcross - Zonnebeke
Waaslandcross - Sint-Niklaas
- 2024-2025 (Pauwels Sauzen - Cibel Clementines, cinque vittorie)

Kermiscross
UCI World Cup Dublin
X²O Badkamers Trofee Herentals Cross
UCI World Cup Namur
Brussels Universities Cyclocross

#### Altri successi
- 2014-2015 (Sunweb-Napoleon Games)

Classifica generale Superprestige Under-23

## Piazzamenti

### Competizioni mondiali
- Campionati del mondo di ciclocross

St. Wendel 2011 - Juniores: 6º
Koksijde 2012 - Under-23: 26º
Lousville 2013 - Under-23: 8º
Hoogerheide 2014 - Under-23: 2º
Tábor 2015 - Under-23: vincitore
Heusden-Zolder 2016 - Elite: 12º
Bieles 2017 - Elite: 17º
Valkenburg 2018 - Elite: 2º
Bogense 2019 - Elite: 4º
Dübendorf 2020 - Elite: 6º
Ostenda 2021 - Elite: 6º
Fayetteville 2022 - Elite: 4º
Hoogerheide 2023 - Elite: 5º
Tábor 2024 - Elite: 3º
Liévin 2025 - Elite: 7º
- Coppa del mondo di ciclocross[1]

2010-2011 - Junior: 21º
2011-2012 - Under-23: 7º
2012-2013 - Under-23: 7º
2013-2014 - Under-23: 6º
2014-2015 - Under-23: vincitore
2015-2016 - Elite: 14º
2016-2017 - Elite: 4º
2017-2018 - Elite: 4º
2018-2019 - Elite: 8º
2019-2020 - Elite: 3º
2020-2021 - Elite: 3º
2021-2022 - Elite: 2º
2022-2023 - Elite: 2º

### Competizioni europee
- Campionati europei di ciclocross

Francoforte 2010 - Juniores: 9º
Ipswich 2012 - Under-23: 10º
Mladá Boleslav 2013 - Under-23: vincitore
Lorsch 2014 - Under-23: ritirato
Huijbergen 2015 - Elite: 4º
Pontchâteau 2016 - Elite: ritirato
Tábor 2017 - Elite: 4º
Rosmalen 2018 - Elite: 4º
Silvelle 2019 - Elite: 4º
Rosmalen 2020 - Elite: 2º
Drenthe 2021 - Elite: 3º
Namur 2022 - Elite: vincitore
Pontchâteau 2023 - Elite: vincitore
Pontevedra 2024 - Elite: 10°